# Cheikha Remitti
Saadia El Ghizania, més coneguda com a Cheikha Remitti (àrab: شيخة ريميتي) (Tessala, 8 de maig de 1923 - París, 15 de maig de 2006), va ser una cantant algeriana de raï. Pionera del raï d'origen rural, mestra i inspiració de molts altres cantants, Remitti constitueix una autèntica llegenda de la cultura algeriana.

## Primers anys
Cheikha Remitti va néixer el 1923 a Tessala, un petit llogaret prop de Sidi Bel Abbes, en la part oriental d'Algèria, que en aquella època formava part de França.
Se li va posar el nom de Saadia, que significa alegre. No obstant això, els seus primers anys van ser difícils pel fet que va perdre els seus pares i va haver de treballar en el camp per a viure.

## Inicis de la seva carrera
Als 15 anys, Remitti es va unir a una companyia de músics algerians tradicionals i va aprendre a cantar i ballar. El 1943 es va traslladar al poble de Relizane i va començar a compondre les seves pròpies cançons. Descrivien la dura vida dels algerians pobres, i tractaven de la lluita per sobreviure, i també dels plaers de la sexualitat, de l'amor, l'alcohol i l'amistat i de les realitats de la guerra.
Tradicionalment, aquest tipus de cançons només eren interpretades de manera privada en noces, però eren considerades crues i inadequades per a esdeveniments formals. Remitti va ser una de les primeres que va cantar aquest tipus de cançons públicament, cosa que va fer usant un lenguatge quotidià, impregnat de l'argot popular. Malgrat haver compost més de 200 cançons, Remitti va ser analfabeta durant tota la seva vida.

## Carrera a Algèria
Remitti esdevingué famosa a Algèria a través del boca a boca durant la Segona Guerra Mundial fins que va ser apadrinada per un popular músic algerià, Cheikh Mohammed Ould Ennems, que la va portar a Alger, on ella va fer la seva primera transmissió radiofònica. Poc després, es va canviar el nom pel de Cheikha Remitti.
Remitti va fer el primer enregistrament el 1952, Cheikha Remettez Reliziana, que constava de tres cançons i va ser produït per Pathé Rècords. Aquest enregistrament contenia la popular cançó "Er-Raï Er-Raï". No obstant això, no va ser aquest el que la va llançar a la fama. Dos anys més tard, al 1954, Remitti va causar sensació quan va publicar el disc Charrak Gattà, en què tractava sobre el tabú que envolta la virginitat i animava les joves a perdre-la, cosa que escandalitzà els musulmans ortodoxos. La seva aparença i les seves cançons van provocar que les forces nacionalistes que lluitaven a la Guerra d'Independència d'Algèria la denunciessin per cantar música "folklòrica pervertida pel colonialisme".
Quan Algèria va guanyar la independència el 1962, el govern va prohibir que les seves cançons fossin reproduïdes en ràdio i televisió. No obstant això, van continuar sent populars entre la classe treballadora i ella va continuar cantant en esdeveniments privats fins que es va traslladar a França, al 1978, per tenir dret a tocar a l'escenari i a ser retransmesa, cosa que ja no era possible al seu país.

## Carrera internacional
Als anys setanta Remitti interpretava principalment per a immigrants algerians a França. Ella va tornar breument a Algèria el 1971. Allí va resultar ferida greument en un accident automobilístic (que la mantingué en coma durant tres setmanes), en el qual van morir tres dels seus músics.
Quatre anys més tard, va fer un Hajj, després del qual el seu estil de vida (encara que no així la lletra de les seves cançons) va canviar dràsticament. Remitti va deixar de fumar i de beure, però va continuar cantant i ballant i a mitjan anys 1980, quan el raï es va tornar atractiu per als joves algerians, Remitti va obtenir gran popularitat i va ser considerada la mamie du Raï (àvia del raï). En els anys 1980, Remitti es va traslladar a París, sense perdre mai els seus llaços amb Algèria.

## Últims anys i mort
La seva música va arribar a països occidentals, la qual cosa la va portar a fer concerts en grans ciutats a tot el món. També va col·laborar amb el guitarrista Robert Fripp i el baixista Flea, de la banda Red Hot Chili Peppers, en la realització del LP Sidi Mansour el 1994.
L'any 1998 va actuar a la Plaça Reial de Barcelona amb motiu de les festes de la Mercè.
El seu últim àlbum va ser N’ta Goudami, llançat el 2006, que va obtenir crítiques positives. Malgrat haver estat censurada a Algèria, Remitti va enregistrar aquest àlbum a Orà, ciutat en la qual havia nascut el raï, més de cent anys enrere.
Remitti va morir a París a causa d'un atac cardíac el 15 de maig de 2006. Tenia 83 anys. Dos dies abans de la seva mort havia fet una presentació a Le Zénith davant de 4500 persones.

## Llegat i mestratge
Va deixar una gran empremta en la música raï, que després d'ella adquirí una gran popularitat. I en els músics algerians, que, malgrat tenir-hi un referent inqüestionable i una inspiració constant, no sempre l'han reconeguda prou.

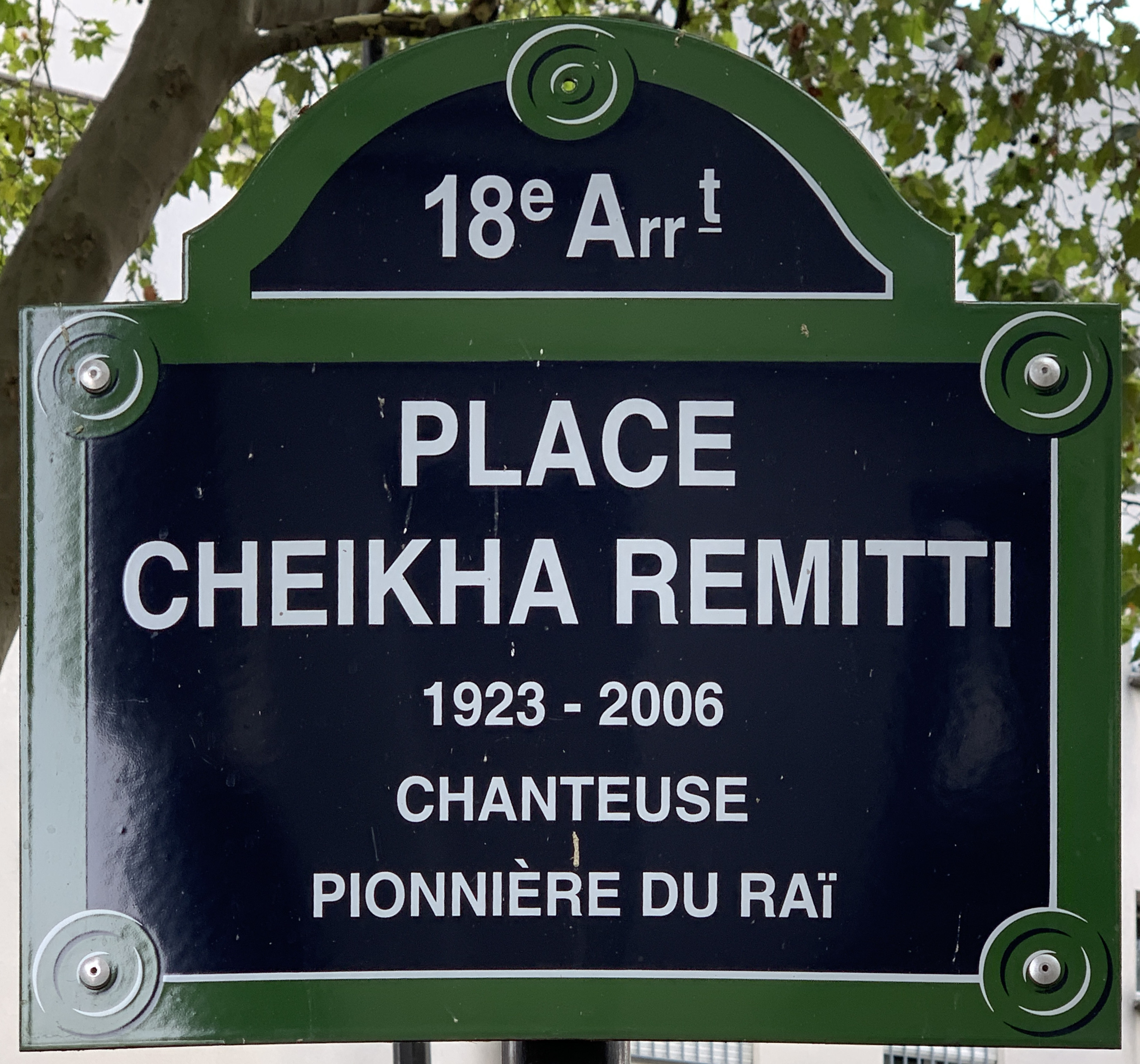

Una plaça de la ciutat de París porta el seu nom per fer-li homenatge.

## Discografia selecta
Durant més de 50 anys, Cheikha Remitti va gravar més de 400 cassets, 300 discs senzills i diversos CD, entre els quals:
- N'ta Goudami (2006)
- Salam Maghreb (2001)
- Live European Tour 2000 (2001)
- L'etoile du Rai (2001)
- Nouar (2000)
- Trab Music (2000)
- Cheika (1996)
- Ghir al Baroud (1996)
- Sidi Mansour (1994)